# Đại học sư phạm Cracow
Đại học sư phạm Cracow (tiếng Ba Lan: Uniwersytet Pedagogiczny im. Komisji Edukacji Narodowej w Krakowie Komisji Edukacji Narodowej w Krakow, UP), được đặt theo tên của Ủy ban Giáo dục Quốc gia do Vua Stanisław August Poniatowski tạo ra. Đây là một trường đại học công lập nằm ở Kraków, Ba Lan. Nó được thành lập ngay sau khi kết thúc Thế chiến II, vào ngày 11 tháng 5 năm 1946 ban đầu là Trường Cao đẳng Sư phạm Quốc gia. Mục tiêu của nó là đào tạo đội ngũ giảng viên có trình độ cao cho hệ thống giáo dục Ba Lan. 

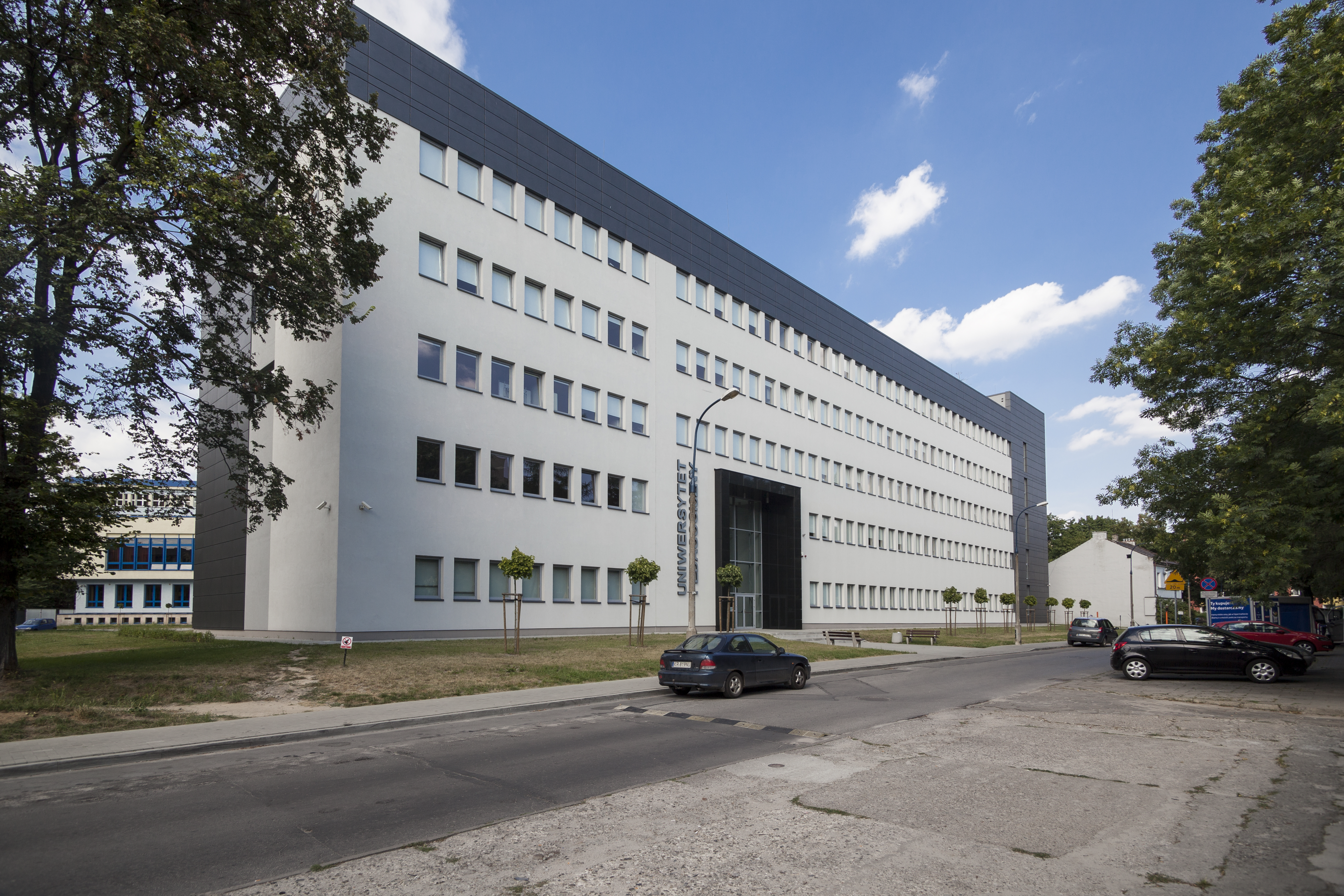
Đại học sư phạm Cracow

Đại học sư phạm là trường đại học sư phạm sớm nhất ở Ba Lan sau chiến tranh. Nó hoạt động theo mô hình giáo dục tích hợp kết hợp kiến thức lý thuyết với các kỹ năng thực tế. Nhiệm vụ của Trường được củng cố trong nghiên cứu khoa học và phát triển theo tiêu chuẩn cao nhất châu Âu trong vài chục lĩnh vực nghiên cứu. Ở đây bao gồm các chương trình cấp bằng chu kỳ đầu tiên (Cử nhân) và chu kỳ thứ hai (Thạc sĩ), cũng như trong các nghiên cứu cấp độ chu kỳ thứ ba (Tiến sĩ) và các khóa học sau đại học.

## Lịch sử
Khi bắt đầu, Học viện Sư phạm đào tạo giáo viên tiểu học; với chương trình giảng dạy kéo dài trong khoảng thời gian 3 năm. Ngay từ năm 1949, trường bắt đầu đào tạo giáo viên trung học và được chia thành một cơ cấu tổ chức mới dựa trên các phòng ban. Các chức vụ học thuật đã được bổ nhiệm, bao gồm cả các vị trí của Thượng viện, Hội đồng Bộ, Hiệu trưởng, Phó Hiệu trưởng và Trưởng khoa.
Năm 1954, trường nhận được trạng thái là một trường Cao đẳng. Chương trình giảng dạy tăng lên 4 năm và sinh viên tốt nghiệp với bằng Thạc sĩ. Các biến đổi chính trị tháng Mười Ba Lan năm 1956 đã dẫn đến việc trường đại học giành được quyền tự chủ tài chính. Lần đầu tiên Hiệu trưởng được bầu và không được đề cử. Hiệu trưởng được bầu đầu tiên là Giáo sư dr Wincenty Danek. Dưới sự điều hành của ông, Trường Cao đẳng Sư phạm Cao cấp đã nhanh chóng phát triển và thậm chí còn đạt được nhiều danh tiếng hơn. Từ năm học 1958/1959, các chương trình nghiên cứu được kéo dài đến 5 năm.
Năm 1959 Đại học nhận được quyền cung cấp các chương trình bằng tiến sĩ và năm 1967 quyền trao chứng chỉ cử nhân bác sĩ.
Năm 1989, một thời kỳ biến đổi chính trị và xã hội dẫn đến việc Học viện nhận được sự độc lập hoàn toàn và tự chủ. Vào ngày 1 tháng 10 năm 1999, trường được đổi tên thành Học viện sư phạm Cracow của Ủy ban Giáo dục Quốc gia (Akademia Pedagogiczna im. Komisji Edukacji Narodowej w Krakowie). Vào ngày 3 tháng 10 năm 2008, trường được đổi tên thành Đại học Sư phạm Cracow thuộc Ủy ban Giáo dục Quốc gia (Uniwersytet Pedagogiczny im. Komisji Edukacji Narodowej w Krakowie).

## Cơ cấu tổ chức

### Khoa Nhân văn[3]
- Viện triết học và xã hội học
- Viện nghiên cứu lịch sử và lưu trữ
- Viện khoa học chính trị

### Khoa Triết học[4]
- Viện Triết học Ba Lan
- Viện khoa học thông tin
- Viện Tân Văn học

### Khoa sư phạm[5]
- Viện Giáo dục An ninh và Giáo dục Công dân
- Viện Khọc giáo dục
- Viện Giáo dục Mầm non và Mẫu giáo
- Viện Giáo dục nhu cầu đặc biệt
- Viện Công tác xã hội
- Viện Tâm lý học
- Trung tâm đào tạo giáo viên (đơn vị toàn trường)

### Khoa Khoa học Chính trị[6]
- Viện Luật, Hành chính và Kinh tế
- Viện khoa học chính trị

### Khoa Địa lý và Sinh học[7]
- Viện sinh học
- Viện địa lý

### Khoa Toán, Vật lý và Khoa học Kỹ thuật[8]
- Viện toán
- Viện vật lý
- Viện công nghệ
- Viện khoa học máy tính

### Khoa nghệ thuật[9]
- Viện nghệ thuật đồ họa và thiết kế hình ảnh
- Viện hội họa và giáo dục nghệ thuật
- Viện Intermedia
- Viện đa phương tiện
- Viện lý thuyết nghệ thuật và giáo dục nghệ thuật